# Joel Casamayor
Joel Casamayor Johnson (12 de julio de 1971, Guantánamo, Cuba) es un ex-boxeador profesional que fue medalla de oro de peso gallo en los Juegos Olímpicos de 1992 en Barcelona al derrotar a Wayne McCullough.Se convirtió en profesional tras competir en las Olimpiadas del año 1996 en Atlanta. Como profesional fue dos veces campeón del mundo, una del peso mosca de la Asociación Mundial de Boxeo (AMB) en el año 2000 y la segunda en la división del peso ligero obteniendo el título de la Organización Mundial de Boxeo (OMB) en 2006.
Su apodo de El Cepillo, viene de su uppercut, con los que "barre" a sus oponentes.

## Biografía

### Carrera Amateur
Con apenas 16 años alcanzó el segundo lugar en la Copa Leningrado, en la Unión Soviética, al perder por la medalla de oro frente al polaco Henryk Sienkiewickz, en el peso mosca. Comenzó consiguiendo éxitos a la edad de 18 años, cuando consiguió la medalla de oro en 1989 en el Campeonato Mundial de Boxeo Junior. Tres años después logró la medalla de oro del peso gallo en los Juegos Olímpicos de 1992 al derrotar en los puntos al irlandés Wayne McCullough. Un año más tarde obtuvo la medalla de plata en los Campeonatos del Mundo Amateur al perder contra el búlgaro Alexander Hristov en los puntos. En ese mismo año de 1994 repitió medalla de plata en la Copa del Mundo celebrada en Bangkok.

### Carrera profesional
En 1999 ganó el título de la Federación Norteamericana de Boxeo de peso ligero al ganar a José Luis Noyola. Un año más tarde, en el 2000, cosniguió el título de la AMB de peso ligero venciendo a Jong-Kwon Baek por un KO Técnico en la quinta ronda. Tras defender el cinturón en varias ocasiones, lo perdió en 2002, en un combate de unificación con el campeón de la OMB, ante el brasileño Acelino Freitas. Joel perdió este combate tras una decisión polémica donde se le quitaron puntos por un resbalón, que le fue contado como caída, y un golpe a destiempo. En 2003, se enfrentó a Diego Corrales ganando el título de la Asociación 
Internacional de Boxeo, que un año más tarde perdería en un combate, ante el mismo adversario, por los títulos de los campeonatos IBA y OMB. Joel volvió a tener otra oportunidad por el campeonato del Consejo Mundial de Boxeo ante José Luis Castillo, perdiendo en los puntos por una decisión dividida en lo que, a priori, era una victoria clara para Casamayor. Después de esta derrota, parecía que Casamayor estaba en una espiral descendente, empatando en su siguiente combate contra el invicto Almazbek Raiymkulov, en una eliminatoria por el campeonato CMB.
Tras victorias contra rivales de poco nivel, en octubre de 2006 pelearía por tercera vez contra Diego Corrales al que vence por una decisión dividida y alzándose con los títulos CMB y The Ring. Defendió ambos títulos con victoria ante José Armando Santa Cruz y Michael Katsidis, siendo el primero en derrotar al invicto Katsidis.
El 13 de septiembre de 2008 defendió sus dos títulos frente Juan Manuel Márquez, en el MGM Grand Arena de Las Vegas. Casamayor perdió esta pelea por un KO Técnico, el primer combate que perdía por la vía del knockout, en el undécimo asalto tras una gran combinación de golpes del mexicano Márquez.
A su vuelta tras su derrota con Márquez, ganó por decisión unánime a Jason Davis el 6 de noviembre de 2009. En el año 2010 se enfrentó a Robert Guerrero, en una pelea donde Casamayor cayó a la lona en el segundo asalto, aunque finalmente perdería el combate por una decisión unánime. Disputó su último combate hasta la fecha, el 12 de noviembre de 2011 contra el invicto Timothy Bradley por el título de la OMB. Joel perdió su pelea por un KO que recibió en el octavo asalto. Tras esta pelea, Casamayor dio positivio por marihuana, en un control realizado por la Comisión Atlética del Nevada.

## Récord profesional
| 38 Ganadas (22 KOs), 6 Derrotas |        |                         |      |               |              |                                                               | |
| Res.                            | Record | Oponente                | Tipo | Rd., Tiempo   | Datos        | Localidad                                                     | Notas                                                                                                   |
| D                               | 38–6–1 | Timothy Bradley         | TKO  | 8 (12), 2:59  | 12/11/2011   | MGM Grand Garden Arena, Paradise, Nevada, U.S.                | Por el título WBO del peso junior wélter                                                                |
| G                               | 38–5–1 | Manuel Leyva            | SD   | 10            | 11/03/2011   | Planet Hollywood Resort & Casino, Paradise, Nevada, U.S.      | |
| D                               | 37–5–1 | Robert Guerrero         | UD   | 10            | 31/07/2010   | Mandalay Bay Events Center, Paradise, Nevada, U.S.            | |
| G                               | 37–4–1 | Jason Davis             | UD   | 8             | 06/11/2009   | Pearl Concert Theater, Paradise, Nevada, U.S.                 | |
| D                               | 36–4–1 | Juan Manuel Márquez     | TKO  | 11 (12), 2:55 | 13/09/2008   | MGM Grand Garden Arena, Paradise, Nevada, U.S.                | Pierde los títulos The Ring y lineales del peso ligero                                                  |
| G                               | 36–3–1 | Michael Katsidis        | TKO  | 10 (12), 0:30 | 22/03/2008   | Morongo Casino Resort & Spa, Cabazon, California, U.S.        | Retiene los títulos The Ring y lineales del peso ligero; Gana el título WBO interino del peso ligero    |
| G                               | 35–3–1 | José Santa Cruz         | SD   | 12            | 10/11/2007   | Madison Square Garden, New York City, New York, U.S.          | Retiene los títulos The Ring y lineales del peso ligero; Retiene el título WBC interino del peso ligero |
| G                               | 34–3–1 | Diego Corrales          | SD   | 12            | 07/10/2006   | Mandalay Bay Events Center, Paradise, Nevada, U.S.            | Gana el vacante título WBC, The Ring, y lineales del peso ligero                                        |
| G                               | 33–3–1 | Lamont Pearson          | TKO  | 9 (10), 0:44  | 07/07/2006   | Celebrity Theatre, Phoenix, Arizona, U.S.                     | |
| G                               | 32–3–1 | Antonio Ramírez         | KO   | 5 (10), 0:26  | 24/02/2006   | Seminole Hard Rock Hotel and Casino, Hollywood, Florida, U.S. | |
| E                               | 31–3–1 | Almazbek Raiymkulov     | SD   | 12            | 11/06/2005   | Madison Square Garden, New York City, New York, U.S.          | |
| D                               | 31–3   | José Luis Castillo      | SD   | 12            | 04/12/2004   | Mandalay Bay Events Center, Paradise, Nevada, U.S.            | Por los títulos WBC, The Ring, y lineales del peso ligero                                               |
| G                               | 31–2   | Daniel Seda             | UD   | 10            | 03/07/2004   | American Airlines Arena, Miami, Florida, U.S.                 | |
| D                               | 30–2   | Diego Corrales          | SD   | 12            | 06/03/2004   | Foxwoods Resort Casino, Ledyard, Connecticut, U.S.            | Pierde el título IBA del peso super pluma; Por el vacante título WBO del peso super pluma               |
| G                               | 30–1   | Diego Corrales          | TKO  | 6 (12), 3:00  | 04/10/2003   | Mandalay Bay Events Center, Paradise, Nevada, U.S.            | Gana el vacante título IBA del peso super pluma                                                         |
| G                               | 29–1   | Nate Campbell           | UD   | 10            | 25/01/2003   | Pechanga Resort & Casino, Temecula, California, U.S.          | |
| G                               | 28–1   | Yoni Vargas             | TKO  | 5 (10), 2:28  | 20/12/2002   | American Airlines Arena, Miami, Florida, U.S.                 | |
| G                               | 27–1   | Juan Jose Arias         | TKO  | 8 (10), 1:44  | 08/06/2002   | The Pyramid, Memphis, Tennessee, U.S.                         | |
| D                               | 26–1   | Acelino Freitas         | UD   | 12            | 12/01/2002   | Cox Pavilion, Paradise, Nevada, U.S.                          | Pierde el título WBA del peso super pluma; Por el título WBO del peso super pluma                       |
| G                               | 26–0   | Joe Morales             | TKO  | 8 (12), 2:04  | 29/09/2001   | Miccosukee Resort & Gaming, Miami, Florida, U.S.              | Retiene el título WBA del peso super pluma                                                              |
| G                               | 25–0   | Edwin Santana           | UD   | 12            | 05/05/2001   | Silver Star Hotel and Casino, Philadelphia, Mississippi, U.S. | Retiene el título WBA del peso super pluma                                                              |
| G                               | 24–0   | Robert Garcia           | TKO  | 9 (12), 1:14  | 06/01/2001   | Texas Station, North Las Vegas, Nevada, U.S.                  | Retiene el título WBA del peso super pluma                                                              |
| G                               | 23–0   | Radford Beasley         | TKO  | 5 (12), 0:52  | 16/09/2000   | MGM Grand Garden Arena, Paradise, Nevada, U.S.                | Retiene el título WBA del peso super pluma                                                              |
| G                               | 22–0   | Bernard Harris          | UD   | 10            | 22/07/2000   | American Airlines Arena, Miami, Florida, U.S.                 | |
| G                               | 21–0   | Baek Jong-kwon          | TKO  | 5 (12), 2:18  | 21/05/2000   | Harrah's, North Kansas City, Misuri, U.S.                     | Gana el título WBA del peso super pluma                                                                 |
| G                               | 20–0   | David Santos            | UD   | 12            | 20/11/1999   | Miccosukee Resort & Gaming, Miami, Florida, U.S.              | Retiene el título WBA interino del peso super pluma                                                     |
| G                               | 19–0   | Luis Enrique Valenzuela | TKO  | 2 (10), 2:26  | 21/08/1999   | Miccosukee Resort & Gaming, Miami, Florida, U.S.              | |
| G                               | 18–0   | Antonio Hernández       | UD   | 12            | 19/06/1999   | Miccosukee Resort & Gaming, Miami, Florida, U.S.              | Gana el título WBA interino del peso super pluma                                                        |
| G                               | 17–0   | Jay Cantù               | KO   | 6 (10), 1:02  | 18/04/1999   | Miccosukee Resort & Gaming, Miami, Florida, U.S.              | |
| G                               | 16–0   | Russell Stoner Jones    | UD   | 10            | 14/03/1999   | Pueblo, Colorado, U.S.                                        | |
| G                               | 15–0   | Jose Luis Noyola        | UD   | 12            | 30/01/1999   | Miccosukee Resort & Gaming, Miami, Florida, U.S.              | Gana el vacante título NABF del peso super pluma                                                        |
| G                               | 14–0   | Raymond Flores          | TKO  | 2 (6), 2:59   | 13/11/1998   | Miccosukee Resort & Gaming, Miami, Florida, U.S.              | |
| G                               | 13–0   | Eugene Johnson          | UD   | 6             | 26/09/1998   | Mohegan Sun Arena, Montville, Connecticut, U.S.               | |
| G                               | 12–0   | Miguel Figueroa         | TKO  | 2 (6)         | 22/08/1998   | Boardwalk Hall, Atlantic City, New Jersey, U.S.               | |
| G                               | 11–0   | Gary Triano             | TKO  | 4 (6), 0:59   | 21/07/1998   | Etess Arena, Atlantic City, New Jersey, U.S.                  | |
| G                               | 10–0   | Javier Diaz             | UD   | 8             | 23/01/1998   | Order Sons of Italy, Lake Worth, Florida, U.S.                | |
| G                               | 9–0    | Julio Gervacio          | TKO  | 2 (10), 1:27  | 04/10/1997   | Boardwalk Hall, Atlantic City, New Jersey, U.S.               | |
| G                               | 8–0    | Pat Chavez              | UD   | 6             | 19/08/1997   | Convention Center, Austin, Texas, U.S.                        | |
| G                               | 7–0    | Salvador Montes         | TKO  | 2 (4), 2:15   | 12/07/1997   | Caesars Tahoe, Stateline, Nevada, U.S.                        | |
| G                               | 6–0    | Raul Munoz              | TKO  | 1 (6), 1:49   | 04/05/1997   | Circus Maximus Showroom, Atlantic City, New Jersey, U.S.      | |
| G                               | 5–0    | Francisco Valdez        | TKO  | 3 (6), 1:49   | Apr 18, 1997 | Las Vegas Hilton, Winchester, Nevada, U.S.                    | |
| G                               | 4–0    | Vidal Padilla           | TKO  | 1 (4)         | 18/01/1997   | San Juan, Puerto Rico                                         | |
| G                               | 3–0    | Roberto Sierra          | KO   | 1 (4), 1:48   | 14/12/1996   | Convention Hall, Atlantic City, New Jersey, U.S.              | |
| G                               | 2–0    | Oscar Junior Gonzalez   | UD   | 4             | 01/11/1996   | Miami, Florida, U.S.                                          | |
| G                               | 1–0    | David Chamendis         | KO   | 1 (4), 1:34   | 20/09/1996   | James L. Knight Convention Center, Miami, Florida, U.S.       | Debut profesional                                                                                       |